# کریستف هلمشن
کریستف هلمشن (آلمانی: Christoph Helmchen) عصب‌شناس آلمانی و استاد دانشگاه لوبک در آلمان است. هلمشن در سال ۲۰۱۶ میلادی به دلیل اکتشافی که بیان می‌داشت برای فرونشانی خارش، در صورت خارش سمت چپ بدن، می‌توان در برابر آینه ایستاد و سمت راست را خاراند و در صورت خارش سمت راست بدن، می‌توان در برابر آینه ایستاد و سمت چپ را خاراند، برنده جایزه ایگ نوبل در رشته پزشکی شد.